# Donda
Donda é o décimo álbum de estúdio do artista musical americano Kanye West. O álbum tem o mesmo nome da mãe do rapper, Donda West. O lançamento do álbum nas plataformas digitais ocorreu no dia 29 de agosto de 2021 através da GOOD Music e distribuído pela Def Jam Recordings. O álbum contém participações de Westside Gunn, The Weeknd, Don Toliver, Conway the Machine, Vory, DaBaby, Jay-Z, Marilyn Manson, Kid Cudi, Ty Dolla Sign, Travis Scott, Lil Yachty, The LOX, Baby Keem, Playboi Carti, Jay Electronica, The World Famous Tony Willians, Lil Baby, Rooga, Roddy Rich, Shensea, Fivio Foregin, Lil Durk, Pop Smoke e Young Thug.
O álbum foi anunciado em 18 de julho de 2020, tendo 3 eventos relacionados no Estádio Mercedes-Benz, nos dias 22 de julho, 5 de agosto e 26 de agosto de 2021. O evento foi transmitido pelo Apple Music e em carros de som espalhados por todo o mundo, inclusive nas cidades de São Paulo e Rio de Janeiro. Porém, em ambas ocasiões, o álbum foi adiado indefinidamente. Uma terceira data de lançamento foi anunciada entre 13 e 15 de agosto, em serviços de streaming como Apple Music e iTunes, porém, foi adiado novamente para o dia 20 de agosto de 2021. O empresário de Kanye garantiu que o álbum seria lançado ainda em agosto.

## Antecedentes
West anunciou o seu nono álbum de estúdio, até então intitulado Yandhi, em Setembro de 2018. Em Janeiro do ano seguinte, fundou o grupo de música gospel Sunday Service Choir, responsável por uma transformação na musicalidade do artista, que afirmava ter sido "salvo radicalmente." Então, de modo a aprofundar ainda mais a sua jornada adentro da religião, o rapper procurou um pastor pessoal para que tivesse sessões semanais de estudos Bíblicos. Isto culminou na alteração do título do seu projecto musical para Jesus Is King, segundo o informado por si em Agosto de 2019. No mês seguinte, West declarou que não só já não estaria mais a produzir música secular, mas ainda que o seu novo álbum não conteria letras explícitas. O projeto foi finalmente divulgado a partir de 25 de outubro daquele ano, acompanhado do lançamento gospel Jesus Is Born três meses depois no Natal. Todavia, alguma parte do material destinado a ser incluso em Jesus Is King vazou na internet alguns meses antes do lançamento oficial, fazendo com que o alinhamento de faixas inicial do disco fosse alterado de modo a incluir novas canções. Dentro das canções excluídas do alinhamento, estão inclusas "Wake the Dead".
Em 18 de novembro de 2019, três semanas após o lançamento de Jesus Is King, o artista revelou através do Twitter que estava a trabalhar em um projeto intitulado Jesus Is King Part II com o produtor Dr. Dre. Embora tenha sido fã ávido de Dr. Dre desde os onze anos de idade, frequentemente citando-o como uma das suas maiores influências musicais e tendo usado algumas das suas obras como amostras, West nunca tinha colaborado com o produtor antes em algum tipo de projeto musical, apesar de se terem conhecido em dezembro de 2003.

## Produção e desenvolvimento

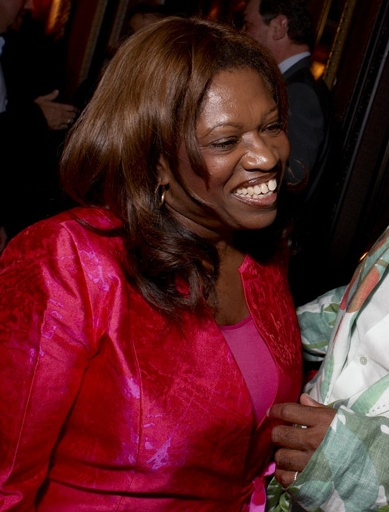
O álbum foi nomeado em homenagem a Donda C. West, falecida mãe de West.

Em março de 2020, West gravou material para o disco enquanto estava em Cabo San Lucas, no México. Porém, teve de retornar ao estado norte-americano de Wyoming devido ao início da pandemia de COVID-19. Ainda naquele mês, o rapper Pusha T afirmou em entrevista para a plataforma Discord que também tinha estado a gravar música com West, tendo planeado encontrar-se com o artista a 16 de Março para que concluíssem um projeto, contudo, tal não se concretizou devido a problemas no agendamento de vôos.
Donda foi anunciado prematuramente pelo cinematógrafo Arthur Jafa em 25 de maio de 2020 durante uma sessão ao vivo no Instagram com a desenhadora de moda francesa Michèle Lamy. Enquanto conversavam, Jafa anunciou estar a trabalhar com West em um single que incluía vídeo musical para um "álbum futuro" intitulado God's Country. No dia 26 de junho de 2020, após o anúncio de uma colaboração entre a Yeezy, empresa de moda de West, e a retalhadora de moda Gap, West divulgou a campanha promocional #WESTDAYEVER no Twitter, anunciando vários outros projectos diferentes também, dos quais um revelou ser um vídeo musical realizado por Jafa para a canção "Wash Us in the Blood". Após um trecho publicado no Twitter no qual West confirmou o título do álbum como God's Country, o teledisco para o primeiro single do álbum foi lançado no seu perfil do Vevo quatro dias depois. Com participação do rapper norte-americano Travis Scott, a sua musicalidade contém semelhanças com o material presente em Yeezus (2013), sexto trabalho de estúdio de West.

Primeira capa de álbum de Donda, compartilhado por Kanye em julho de 2020.

Uma das faixas do álbum, "Donda", foi revelada no Twitter através de um vídeo em 12 de julho de 2020, data na qual a mãe de West faria 71 anos de idade caso estivesse viva. O vídeo compila segmentos de pessoas negras ao redor do mundo. Todavia, em 18 de julho, o artista revelou que o título do projeto havia sido alterado para Donda, com data de lançamento prevista para o dia 24 do mesmo mês, mas tal anúncio não se materializou. Foi especulado que o cancelamento do disco tenha sido motivado pelo anúncio de Folklore (2020), oitavo álbum de estúdio da cantora norte-americana Taylor Swift, com quem West teve desentendimentos no passado. Naquele mesmo dia, o rapper publicou uma lista contendo vinte faixas, porém, apagou a mensagem quase imediatamente. Logo depois, publicou uma nova imagem na qual apresentava doze faixas e anunciou que o álbum seria acompanhado de um filme. O nome do álbum é uma homenagem a Donda C. West, mãe do artista que faleceu em Novembro de 2007 devido a complicações cirúrgicas. Donda já havia sido homenageada na nomenclatura da empresa de conteúdo criativo de West. A capa do álbum foi revelada pelo rapper em 25 de julho através do Twitter.

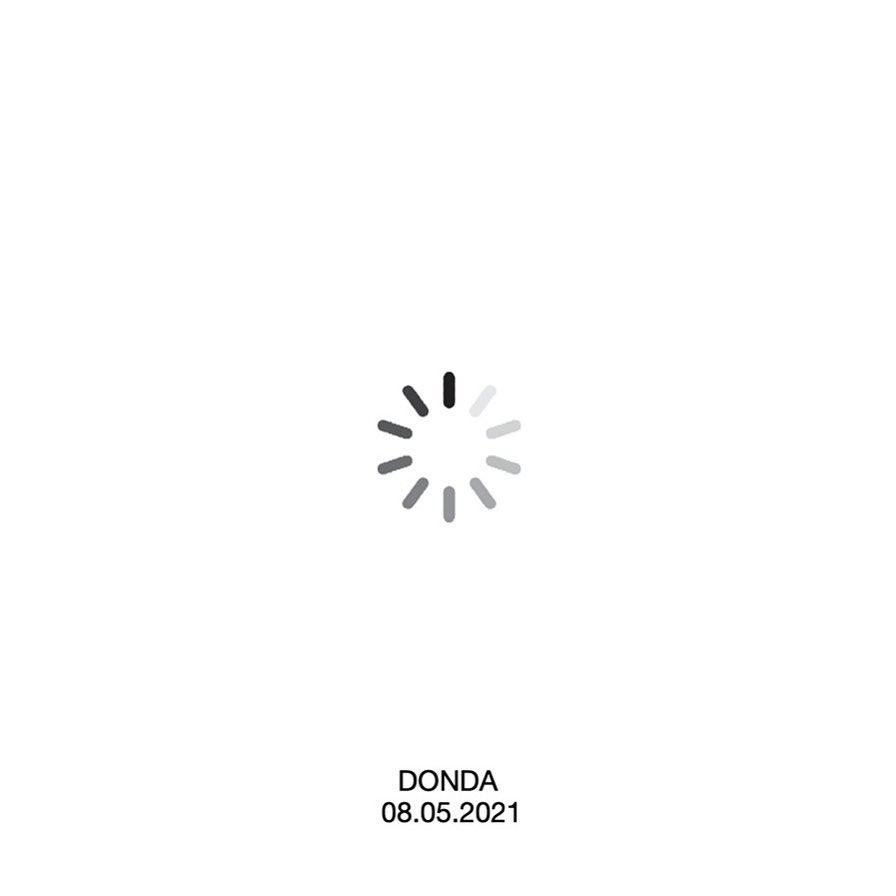
Foto postada por West em seu Instagram.

Uma versão demonstrativa de "Future Sounds" gravada em dezembro de 2019 vazou na internet em 20 de agosto de 2020. Em 26 de setembro, West lançou no Twitter um vídeo de 39 segundos gravado em um barco no qual é audível um trecho de uma nova faixa intitulada "Believe What I Say". A canção usa uma amostra de "Doo Wop (That Thing)", da rapper norte-americana Lauryn Hill, e tem sonoridade similar a um trecho anteriormente divulgado da faixa-título de Donda, o que levou analistas musicais a sugerirem que também pertencesse ao álbum.
A primeira amostra oficial do álbum foi lançada em 20 de julho de 2021, em uma propaganda da Beats by Dre dirigida por West. O comercial contou com a participação da velocista Sha'Carri Richardson ao som de "No Child Left Behind", além de informar a data de lançamento do disco, que seria no dia 23 de julho do mesmo ano.
Em 22 de julho de 2021, West fez uma audição pública do álbum no Mercedes-Benz Stadium, em Atlanta, sua cidade natal. O evento contou com mais de 50 mil espectadores e foi transmitido por todo o mundo pela Apple Music.
Um dia depois, Kanye anunciou o adiamento do disco para 6 de agosto, alegando que precisaria de mais tempo para entregar uma obra mais lapidada para o seu público. Nesse dia, houve mais uma audição pública do álbum no mesmo estádio, porém, mais uma vez, o álbum não foi lançado.
No dia 17 de agosto, foi descoberto que haverá outra possível audição pública do disco em Chicago, cidade onde Kanye morou por parte de sua vida, posteriormente sendo confirmado pelo artista no dia seguinte.

## Estrutura musical e conteúdo
O álbum inicia com "Donda", uma faixa que abre com a mãe de West a recitar versos da canção "Sound of da Police" (1993), do rapper norte-americano KRS-One, por cima de uma batida reminiscente aos trabalhos de estreia de West. O instrumental do tema, assim como os vocais, usam uma amostra de "They Were Overcome by the Word" (1980), do grupo gospel feminino The Clark Sisters. Um dos temas recorrentes na faixa é a desigualdade racial. "Future Sounds" apresenta participação vocal do rapper Travis Scott e de Victory Boyd, que já havia colaborado com West em Jesus Is King (2019). A sua produção foi comparada à de "Blood on the Leaves" (2013), assim como a instrumentação que contém trompetes estrondosos.
"Glory", também com participação de Victory Boyd, e "Wake the Dead" foram inicialmente inclusas no alinhamento de faixas de Jesus is King, porém, acabaram por ser eliminadas. Esta última faixa faz referência à ressureição de Lázaro documentada em João 11:1–44, no qual Jesus Cristo ressuscita o homem morto após este passar quatro dias em um túmulo como um cadáver: "Depois de dizer isso, Jesus bradou em alta voz: 'Lázaro, venha para fora!' O morto saiu, com as mãos e os pés envolvidos em faixas de linho, e o rosto envolto num pano. Disse-lhes Jesus: 'Tirem as faixas dele e deixem-no ir.'" "Wake the Dead" e "New Body" tiveram uma ante-estreia em várias festas de audição do álbum Jesus Is King entre Setembro e Outubro de 2019. Originalmente, "New Body" apresentaria uma participação da rapper Nicki Minaj, e foi especulado que o motivo de não ter sido inclusa em Jesus Is King seria o atraso envolvendo o desejo de Minaj de reescrever os seus versos. Contudo, foi mais tarde anunciado que a artista já não faria mais parte da canção e que a mesma não seria inclusa naquele álbum. A versão original de "New Body" deprecia humilhação corporal e debatia relações sexuais grosseiramente, enquanto a segunda versão vazada na internet não continha palavrões, seguindo a intenção de alterar a mensagem da canção e torná-la menos explícita.

## Faixas
Faixas adaptadas de Tidal.
| N.º            | Título                 | Compositor(es) | Produtor(es)                                                                                | Duração |  |
| 1.             | "Donda Chant"          | Kanye West Syleena Johnson | Kanye West                                                                                  | 0:52    |  |
| 2.             | "Jail"                 | West Shawn Carter Warryn Campbell Charles Njapa Michael Dean Mark Williams Raul Cubina Dwayne Abernathy Sean Solymar John Moylett                                                                  | West 88-Keys Mike Dean Ojivolta Dem Jointz [a] E.Vax [a] Sean Solymar [b]                   | 4:57    |  |
| 3.             | "God Breathed"         | West Tavoris Hollins Evan Mast M. Williams Cubina Aaron Butts Federico Vindver Brian Miller Richard McGuire Salvatore Principato Dennis Young Scott Hartley                                        | West E.Vax Ojivolta Arrow Federico Vindver [a] All Day [a]                                  | 5:33    |  |
| 4.             | "Off the Grid"         | West Jordan Carter Maxie Ryles III Samuel Gloade M. Williams Cubina Aswad Asif David Ruoff Elias Klughammer Eric Sloan Jr.                                                                         | West 30 Roc Ojivolta AyoAA David x Eli [a] Sloane [b]                                       | 5:39    |  |
| 5.             | "Hurricane"            | West Dominique Jones Abel Tesfaye Mark Mbogo Josh Mease Daniel Seeff Sam Barsh Jahmal Gwin M. Dean Khalil Abdul-Rahman Ronald Spence, Jr. M. Williams Cubina Henry Walter Njapa Christopher Ruelas | West BoogzDaBeast Dean DJ Khalil Ronny J Ojivolta [a] Cirkut [a] 88-Keys [b] Nascent [b]    | 4:03    |  |
| 6.             | "Praise God"           | West Hykeem Carter Jacques Webster Mbogo Gloade M. Williams Cubina Anthony Khan Aqeel Tate Sloan                                                                                                   | West 30 Roc Ojivolta The Twilite Tone [a] Zentachi [a] Dean [a] Sloane [b]                  | 3:46    |  |
| 7.             | "Jonah"                | West Durk Banks Hollins Michael Suski Tahrence Brown Wesley Glass M. Dean | West DrtWrk TT Audi Wheezy [b] Dean [b]                                                     | 3:15    |  |
| 8.             | "Ok Ok"                | West Miles McCollum Denzel Charles Ryles Rennard East Matthew Samuels Louis Bell | West Boi-1da Louis Bell [a]                                                                 | 3:24    |  |
| 9.             | "Junya"                | West J. Carter East Nasir Pemberton M. Williams Cubina Roark Bailey | West Digital Nas Ojivolta Roark Bailey [b]                                                  | 2:27    |  |
| 10.            | "Believe What I Say"   | West Mark Myrie Cristi Gallo Abernathy Michael Mulé Isaac De Boni M. Williams Cubina Gwin Anthony Reid                                                                                             | West Dem Jointz FnZ [a] Ojivolta [a] BoogzDaBeast [a] Antman Wonder [b]                     | 4:02    |  |
| 11.            | "24"                   | West Mbogo Miller M. Williams Cubina Campbell | West All Day Ojivolta Warryn Campbell [a] Cory Henry [a]                                    | 3:17    |  |
| 12.            | "Remote Control"       | West Jeffery Williams Pemberton Kevin Gomringer Tim Gomringer M. Williams Cubina Njapa M. Dean Travis Walton                                                                                       | West Digital Nas Cubeatz Ojivolta 88-Keys [a] Dean [a] Teddy Walton [b]                     | 3:18    |  |
| 13.            | "Moon"                 | West Caleb Toliver Scott Mescudi Mast Gwin Abdul-Rahman | West E.Vax BoogzDaBeast [a] DJ Khalil [a]                                                   | 2:36    |  |
| 14.            | "Heaven and Hell"      | West Njapa Gwin M. Williams Cubina Nima Jahanbin Paimon Jahanbin Edgar Panford | West 88-Keys BoogzDaBeast Ojivolta [a] Wallis Lane [a] Nabeyin [a]                          | 2:25    |  |
| 15.            | "Donda"                | West Gwin Mulé De Boni M. Williams Cubina | West BoogzDaBeast FnZ [a] Ojivolta [a]                                                      | 2:08    |  |
| 16.            | "Keep My Spirit Alive" | West Mbogo Gwin Mulé De Boni M. Williams Cubina Abernathy Darius Woodley Rico Nichols Lawrence Parker                                                                                              | West BoogzDaBeast FnZ Ojivolta Dem Jointz [b] Darius Woodley [b] Rico Nichols [b]           | 3:41    |  |
| 17.            | "Jesus Lord"           | West Elpadaro Allah Larry Hoover, Jr. Kasseem Dean Mike Lévy M. Dean | West Swizz Beatz Gesaffelstein [a] Dean [a]                                                 | 8:58    |  |
| 18.            | "New Again"            | West Christopher Brown Gwin Abernathy M. Williams Cubina N. Jahanbin P. Jahanbin Laraya Robinson Njapa                                                                                             | West BoogzDaBeast Dem Jointz [a] Ojivolta [a] Wallis Lane [a] Mia Wallis [a] 88-Keys [b]    | 3:03    |  |
| 19.            | "Tell the Vision"      | West Bashar Jackson Gwin Mulé De Boni M. Williams Cubina | West BoogzDaBeast FnZ [a] Ojivolta [a]                                                      | 1:44    |  |
| 20.            | "Lord I Need You"      | West Carlos Phillips Gwin Glass Mulé De Boni Mast | West BoogzDaBeast Wheezy [a] FnZ [a] E.Vax [a] Ojivolta [b] Fallen [b]                      | 2:42    |  |
| 21.            | "Pure Souls"           | West Rodrick Moore Chinesa Lee Tyshane Thompson Raphael Saadiq Simon Plummer Donny Flores Gwin M. Williams Cubina M. Dean Tim Friedrich Christoph Bauss Bastian Völkel Orlando Wilder              | West BoogzDaBeast Ojivolta [a] Dean [a] Sucuki [a] Shuko [a] Bastian Völkel [a] Fya Man [b] | 5:58    |  |
| 22.            | "Come to Life"         | West Jeff Bhasker Campbell M. Williams Cubina | West Bhasker Ojivolta Campbell Dean [a]                                                     | 5:10    |  |
| 23.            | "No Child Left Behind" | West Hollins Gwin Lévy Jahshua Brown | West BoogzDaBeast Gesaffelstein Cashmere Brown [b]                                          | 2:58    |  |
| 24.            | "Jail, Pt. 2"          | West Jonathan Kirk Brian Warner Campbell Njapa M. Dean M. Williams Cubina Abernathy Solymar | West 88-Keys Dean Ojivolta Dem Jointz [a] E.Vax [a] Solymar [b]                             | 4:57    |  |
| 25.            | "Ok Ok, Pt. 2"         | West Charles Chinsea Lee Ryles East Thompson Plummer Flores Samuels Bell | West Boi-1da Bell [a]                                                                       | 3:24    |  |
| 26.            | "Junya, Pt. 2"         | West J. Carter Tyrone Griffin East Pemberton M. Williams Cubina Bailey | West Digital Nas Ojivolta Bailey [b]                                                        | 3:02    |  |
| 27.            | "Jesus Lord, Pt. 2"    | West Allah Jason Phillips David Styles Sean Jacobs Hoover K. Dean Lévy M. Dean | West Swizz Beatz Gesaffelstein [a] Dean [a]                                                 | 11:30   |  |
| Duração total: | Duração total:         | Duração total: | Duração total:                                                                              | 108:49  |  |

- ↑[a]  indica um co-produtor
- ↑[b]  indica um produtor adicional